# James Grady (auteur)
Pour les articles homonymes, voir James Grady.
Œuvres principales
- Les Six Jours du Condor (1974)

James Grady, né le 30 avril 1949 dans le Montana, est un journaliste et écrivain américain, auteur de romans policiers et d'espionnage. Il est connu notamment pour son Les Six Jours du Condor (1974), adapté au cinéma, en 1975, sous le titre Les Trois Jours du Condor par Sydney Pollack avec Robert Redford et Faye Dunaway. La Ville des ombres est un roman écrit après une enquête journalistique de l'auteur sur le Scandale du Watergate.

## Biographie
Il passe son enfance dans une petite ville du Montana où règnent la violence et la corruption. Il se destine très tôt à l'écriture de roman policier : il lit de nombreuses œuvres du genre et, grâce à son père, qui gère des salles de cinéma, voit plusieurs films chaque semaine. 
Pendant ses études en journalisme à l'université du Montana, il décroche une bourse qui lui permet de passer trois mois à Washington dans les bureaux du sénateur démocrate Lee Metcalf. De retour au Montana, il obtient son diplôme en journalisme et devient un militant de gauche, s'engageant notamment contre la Guerre du Viêt Nam. Une seconde bourse d'études le ramène dans la capitale fédérale, Il y rencontre le journaliste Jack Anderson avec qui il travaille pendant plus de quatre ans à des reportages touchant les milieux du crime, de l'espionnage, de la politique et des hauts gradés de l'armée.  
En 1974, la publication de Les Six Jours du Condor, un best-seller mondial, lance sa carrière d'écrivain.  À partir de cette date, il publie à un rythme régulier des romans policiers de facture assez classique et des thrillers d'espionnage.

## Œuvre

### Romans

#### SérieJohn Rankin
- Runner in the Street (1984)
- Hard Bargains (1985) Publié en français sous le titre Dur, dur..., Paris, Gérard de Villiers, coll. Polar USA no 1, 1988

#### Autres romans
- Six Days of the Condor (1974) Publié en français sous le titre Les Trois Jours du Condor, Paris, Belfond, 1975 ; réédition, Paris, J'ai lu no 709, 1976 ; réédition dans une traduction révisée sous le titre Les Six Jours du Condor, suivi de Condor.net, Paris, Rivages/Noir no 641, 2007
- Shadow of the Condor (1975) Publié en français sous le titre L'Ombre du Condor, Paris, Belfond, 1979 ; réédition, Paris, J'ai lu no 1065, 1980
- The Great Pebble Affair (1976), signé Brit Shelby
- Catch the Wind (1980)
- Razor Game (1985) Publié en français sous le titre Le Feu du rasoir, Paris, Presses de la Cité, coll. Haute Tension, 1987 ; réédition, Paris, Pocket no 3679, 1987
- Just a Shot Away (1987)
- Steeltown (1988) Publié en français sous le titre Steeltown, Paris, J'ai lu no 3164, 1992 ; réédition, Paris, Rivages/Noir no 353, 2000
- River of Darkness (1991) Publié en français sous le titre Le Fleuve des ténèbres, Paris, Rivages, coll. Thriller, 1992 ; réédition, Paris, Rivages/Noir no 180, 1994
- Thunder (1994) Publié en français sous le titre Tonnerre, Paris, Rivages, coll. Thriller, 1995 ; réédition, Paris, Rivages/Noir no 254, 1996
- White Flame (1996) Publié en français sous le titre Comme une flamme blanche, Paris, Rivages/Noir no 445, 2002
- City of Shadows (2000), signé James Dalton aux États-Unis Publié en français sous le titre La Ville des ombres, Paris, Rivages, coll. Thriller, 2002 ; réédition, Paris, Rivages/Noir no 553, 2005
- Mad Dogs (2006) Publié en français sous le titre Mad Dogs, Paris, Rivages, coll. Thriller, 2009 ; réédition, Paris, Rivages/Noir no 895, 2013
- Last Days of the Condor (2015) Publié en français sous le titre Les Derniers Jours du Condor, Paris, Rivages, coll. Thriller, 2015 ; réédition, Paris, Rivages/Noir, 2016
- Next Day of the Condor (2015) Publié en français sous le titre Roulette russe, Paris, Rivages, coll. Noir, 2022
- This Train (2022) Publié en français sous le titre Le Dernier Grand Train d'Amérique, Paris, Rivages, 2024
- The Smoke in Our Eyes (2024)

### Nouvelles
- The Dark Sacred Night
- Broken Heroes
- The Bottom Line
- Condor.net Publié en français sous le titre Condor.net, Paris, Rivages/Noir, hors commerce, 2006 ; réédition dans l'édition de Les Six Jours du Condor chez Rivages/Noir, 2007 (voir ci-haut)
- The Devil’s Playground (1988) Publié en français sous le titre Le Jardin du diable dans Le Retour de Philip Marlowe, Paris, Rivages, coll. Thriller, 1992 ; réédition, Paris, Rivages/Noir no 180, 1994
- The Championship Of Nowhere (2001) Publié en français sous le titre Le Championnat de nulle part dans Moisson noire 2003, Paris, Rivages, coll. Thriller, 2003
- Kiss The Sky
- OMJAGOD
- The Arranger
- The Train

## Sources
- Claude Mesplède (dir.), Dictionnaire des littératures policières, vol. 1 : A - I, Nantes, Joseph K, coll. « Temps noir », 2007, 1054 p. (ISBN 978-2-910-68644-4, OCLC 315873251), p. 869-871.